# 雷切尔·洪德里克
雷切尔·洪德里克（英語：Rachel Honderich，1996年4月21日—），加拿大女子羽毛球運動員。

## 簡歷
2014年9月，雷切尔·洪德里克與李文珊出戰捷克羽毛球國際賽，與李文珊合作贏得女子雙打冠軍。
印尼雅加達舉行的世界羽毛球錦標賽，分別出戰女子單打項目及與李家瑋合作出戰混合雙打項目。在女單方面，她在首輪就以1比2（21-13、20-22、13-21）不敵保加利亞的佩蒂婭·內德爾奇娃出局；而混雙方面，而混雙方面，她與李家瑋亦在首圈以0比2（9-21、17-21）不敵澳洲的罗宾·米德尔顿/周玉蓮出局。
2017年8月，洪德里克參加蘇格蘭格拉斯哥舉行的世界羽毛球錦標賽，出戰女子單打項目以及混合雙打項目。她在首圈以2-0擊敗美國選手王苑力晉級，但在第二圈就以1比2（10-21、21-17、7-21）不敵7號種子、日本的奧原希望出局；混雙方面，她和吳駿義在首圈以1比2 （14-21、25-23、18-21）不敌印度尼西亚的卢基·阿普里·努格洛侯/里琳·阿米莉亚，48强止步。

## 主要比賽成績
只列出曾進入準決賽的國際賽事成績：
| 年份   | 賽事                         | 公開賽級別 | 項目     | 拍檔              | 成績   |
| ------ | ---------------------------- | ---------- | -------- | ----------------- | ------ |
| 2014年 | 捷克羽毛球國際賽             | 國際挑戰賽 | 女子雙打 | 李文珊            | 冠軍   |
| 2014年 | 泛美洲羽毛球錦標賽           | 其他       | 混合團體 | －                | 冠軍   |
| 2014年 | 泛美洲羽毛球錦標賽           | 其他       | 女子單打 | －                | 亞軍   |
| 2014年 | 巴西羽毛球國際賽             | 國際挑戰賽 | 女子雙打 | 高博              | 準決賽 |
| 2014年 | 美國羽毛球大獎賽             | 大獎賽     | 女子單打 | －                | 亞軍   |
| 2015年 | 南方共同市場羽毛球國際挑戰賽 | 國際挑戰賽 | 混合雙打 | 李家瑋            | 亞軍   |
| 2015年 | 泛美運動會羽毛球比賽         | 其他       | 女子單打 | －                | 金牌   |
| 2015年 | 泛美運動會羽毛球比賽         | 其他       | 女子雙打 | 李文珊            | 銅牌   |
| 2015年 | 美國羽毛球國際賽             | 國際挑戰賽 | 女子單打 | －                | 準決賽 |
| 2016年 | 巴西羽毛球國際賽             | 國際系列賽 | 女子雙打 | 周玉蓮            | 準決賽 |
| 2016年 | 加拿大羽毛球大獎賽           | 大獎賽     | 女子雙打 | 周玉蓮            | 準決賽 |
| 2016年 | 巴西羽毛球大獎賽             | 大獎賽     | 女子單打 | －                | 準決賽 |
| 2016年 | 巴西羽毛球大獎賽             | 大獎賽     | 混合雙打 | 吳駿義            | 亞軍   |
| 2016年 | 美國羽毛球國際挑戰賽         | 國際挑戰賽 | 女子單打 | －                | 亞軍   |
| 2016年 | 美國羽毛球國際挑戰賽         | 國際挑戰賽 | 混合雙打 | 吳駿義            | 準決賽 |
| 2017年 | 牙買加羽毛球國際賽           | 國際系列賽 | 女子單打 | －                | 冠軍   |
| 2017年 | 牙買加羽毛球國際賽           | 國際系列賽 | 女子雙打 | 周玉蓮            | 冠軍   |
| 2017年 | 牙買加羽毛球國際賽           | 國際系列賽 | 混合雙打 | 吳駿義            | 冠軍   |
| 2017年 | 泛美洲羽毛球錦標賽           | 其他       | 女子單打 | －                | 冠軍   |
| 2017年 | 泛美洲羽毛球錦標賽           | 其他       | 混合雙打 | 吳駿義            | 冠軍   |
| 2017年 | 美國羽毛球國際挑戰賽         | 國際挑戰賽 | 女子單打 | －                | 準決賽 |
| 2017年 | 美國羽毛球國際挑戰賽         | 國際挑戰賽 | 女子雙打 | 蔡宛廷            | 冠軍   |
| 2018年 | 巴西羽毛球國際賽             | 國際挑戰賽 | 女子單打 | －                | 冠軍   |
| 2018年 | 巴西羽毛球國際賽             | 國際挑戰賽 | 女子雙打 | 杰米·苏班迪       | 冠軍   |
| 2018年 | 泛美洲羽毛球錦標賽           | 其他       | 女子單打 | －                | 亞軍   |
| 2018年 | 泛美洲羽毛球錦標賽           | 其他       | 女子雙打 | 蔡宛廷            | 冠軍   |
| 2018年 | 比利時羽毛球國際賽           | 國際挑戰賽 | 女子雙打 | 蔡宛廷            | 準決賽 |
| 2018年 | 荷蘭羽毛球公開賽             | 超級100賽  | 女子單打 | －                | 準決賽 |
| 2018年 | 美國羽毛球國際挑戰賽         | 國際挑戰賽 | 女子雙打 | 蔡宛廷            | 冠軍   |
| 2019年 | 泛美洲羽毛球錦標賽           | 其他       | 女子雙打 | 蔡宛廷            | 冠軍   |
| 2019年 | 巴西羽毛球國際挑戰賽         | 國際挑戰賽 | 女子雙打 | 蔡宛廷            | 冠軍   |
| 2019年 | 泛美運動會羽毛球比賽         | 其他       | 女子單打 | －                | 銀牌   |
| 2019年 | 泛美運動會羽毛球比賽         | 其他       | 女子雙打 | 蔡宛廷            | 金牌   |
| 2019年 | 哈爾科夫羽毛球國際賽         | 國際挑戰賽 | 女子雙打 | 蔡宛廷            | 亞軍   |
| 2019年 | 比利時羽毛球國際賽           | 國際挑戰賽 | 女子雙打 | 蔡宛廷            | 亞軍   |
| 2019年 | 匈牙利羽毛球國際賽           | 國際挑戰賽 | 女子雙打 | 蔡宛廷            | 冠軍   |
| 2019年 | 美國羽毛球國際挑戰賽         | 國際挑戰賽 | 女子雙打 | 蔡宛廷            | 亞軍   |
| 2020年 | 泛美洲羽毛球男女子團體錦標賽 | 其他       | 女子團體 | －                | 冠軍   |
| 2021年 | 泛美洲羽毛球錦標賽           | 其他       | 女子雙打 | 蔡宛廷            | 冠軍   |
| 2021年 | 蘇格蘭羽毛球公開賽           | 國際挑戰賽 | 女子雙打 | 蔡宛廷            | 冠軍   |
| 2022年 | 泛美洲羽毛球男女子團體錦標賽 | 其他       | 女子團體 | －                | 亞軍   |
| 2022年 | 泛美洲羽毛球錦標賽           | 其他       | 女子雙打 | 蔡宛廷            | 冠軍   |
| 2022年 | 加拿大羽毛球公開賽           | 超級100賽  | 女子雙打 | 蔡宛廷            | 準決賽 |
| 2023年 | 泛美洲羽毛球混合團體錦標賽   | 其他       | 混合團體 | －                | 冠軍   |
| 2023年 | 葡萄牙羽毛球國際賽           | 國際系列賽 | 混合雙打 | 余智華            | 亞軍   |
| 2023年 | 泛美洲羽毛球錦標賽           | 其他       | 混合雙打 | 余智華            | 冠軍   |
| 2023年 | 墨西哥羽毛球國際挑戰賽       | 國際挑戰賽 | 混合雙打 | 余智華            | 準決賽 |
| 2023年 | 加拿大羽毛球國際挑戰賽       | 國際挑戰賽 | 女子雙打 | Jacqueline Cheung | 冠軍   |
| 2023年 | 加拿大羽毛球國際挑戰賽       | 國際挑戰賽 | 混合雙打 | 阿里夫阿都拉迪夫  | 準決賽 |

| 2007-2017年 | 首要超級賽 | 超級賽 | 黃金大獎賽 | 大獎賽 | 國際挑戰賽 | 國際系列賽 | 未來系列賽 | 其他 |

| 2018-2026年 | 總決賽 | 超級1000賽 | 超級750賽 | 超級500賽 | 超級300賽 | 超級100賽 | 國際挑戰賽 | 國際系列賽 | 未來系列賽 | 其他 |

### 奧運會和世錦賽參賽紀錄
|          | 搭檔   | 2015 | 2016 | 2017 | 2018 | 2019 | 2020       | 2021 | 2022  |
| -------- | ------ | ---- | ---- | ---- | ---- | ---- | ---------- | ---- | ----- |
| 女子單打 | －     | 64強 | －   | 32強 | 32強 | 64強 | －         | －   | －    |
|          |        |      |      |      |      |      |            |      |       |
| 女子雙打 | 蔡宛廷 | －   | －   | －   | －   | 64強 | 小組第三名 | 16強 | 32強1 |
|          |        |      |      |      |      |      |            |      |       |
| 混合雙打 | 李家瑋 | 64強 | －   | －   | －   | －   | －         | －   | －    |
| 混合雙打 | 吳駿義 | －   | －   | 64強 | 64強 | －   | －         | －   | －    |

1 賽前退賽